# Најбољи рагби есеј године
Најбољи рагби есеј године (енгл. IRPA Try of the Year) је награда коју додељује светска рагби федерација на крају сваке године. Некада награду заслужи играч који једним луцидним потезом надмудри противничку одбрану, или индивидуалним квалитетом (брзина, снага, техника...), дође до есеј простора. А некада је есеј само круна, одличне акције целог тима. Листа рагбиста који су постигли најбољи есеј године: 
2007. Такузва Нгвенја за есеј на утакмици САД - Јужноафричка Република.
2008. Брајан О'Дрискол за есеј на утакмици Аустралија - Ирска.
2009. Жак Фурије за есеј на утакмици Јужноафричка Република - Британски и ирски лавови.
2010. Крис Ештон за есеј на утакмици Енглеска - Аустралија.
2011. Радике Само за есеј на утакмици Аустралија - Нови Зеланд.
2012. Брајан Хабана за есеј на утакмици Јужноафричка Република - Нови Зеланд. 
2013. Боден Барет за есеј на утакмици Нови Зеланд - Француска.
2014. Френсоис Хугард за есеј на утакмици Јужноафричка Република - Нови Зеланд.
2015. Џулијан Савеа за есеј на утакмици Нови Зеланд - Француска.